# Greig-Syndrom

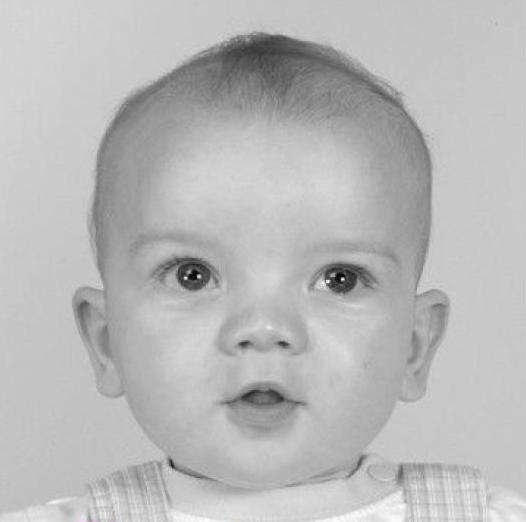
Typische Gesichtsform Greig Zephalopolysyndactylie Syndrom

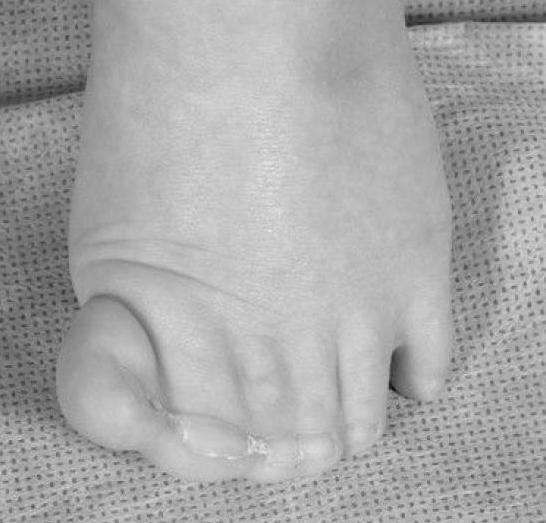
Fuß mit partieller Doppelung des Großzehes und häutiger Syndaktylie mehrerer Zehen

Das Greig-Syndrom ist eine angeborene Erkrankung mit einer charakteristischen Kombination von Schädel-Gesichtsdysmorphie und Polydaktylie (Vielgliedrigkeit der Finger).
Synonyme sind: Greig-Zephalopolysyndaktylie-Syndrom; Zephalopolysyndaktylie; Hootnick-Holmes-Syndrom
Nicht zu verwechseln ist der Familiäre Hypertelorismus Greig.
Die Bezeichnungen beziehen sich auf den Autor der Erstbeschreibung 1926 durch den schottischen Arzt David Middleton Greig (1864–1936) sowie die Autoren einer Publikation von 1972, den US-amerikanischen Orthopäden David Randall Hootnick und den US-amerikanischen Kinderarzt Levis B. Holmes.

## Vorkommen
Die Häufigkeit wird mit  1–9 zu 1.000.000 angegeben, die Vererbung erfolgt autosomal-dominant.

## Ursache
Der Erkrankung liegen ursächlich Loss-of-Function-Mutationen im GLI3-Gen auf Chromosom 7 am Genort p13 zugrunde, welches für einen Transkriptionsfaktor kodiert.
Andere Mutationen im gleichen Gen finden sich bei dem Pallister-Hall-Syndrom und dem Akrokallosalen Syndrom.

## Klinische Erscheinungen
Diagnostische Kriterien sind:
- Makrozephalus, prominente Stirn, später Fontanellenschluss
- Hypertelorismus
- Polydaktylie der Hände (postaxial) und der Füße (präaxial)
- Partielle häutige Syndaktylien der Finger & Zehen II-V

selten zusätzlich Balkenmangel, andere Anomalien des Gehirnes.

## Diagnostik
An das Syndrom sollte beim Vorliegen der „klassischen“ Trias von präaxialer Polydaktylie mit häutiger Syndaktylie, Hypertelorismus und Makrozephalie gedacht werden.

## Differentialdiagnose
Abzugrenzen sind:
- Akrokallosales Syndrom
- Carpenter-Syndrom
- Gorlin-Goltz-Syndrom
- Hypertelorismus vom Typ Teebi
- Mohr-Syndrom
- Pallister-Hall-Syndrom
- Polysyndaktylie

## Heilungsaussicht
Es besteht ein etwas höheres Risiko einer auch geistig verzögerten Entwicklung.